# The Heavy
The Heavy er et R&B/Soul/Rock-band fra Storbritannien dannet i 2007.

## Historie
Guitarist Dan Taylor og forsanger Kelvin Swaby mødte hinanden i 1990 gennem fælles interesser indenfor vintage R&B musik og Jim Jarmusch film. Senere kom trommeslager Chris Ellul og bassist Spencer Page til.
Bandet udsendte to singler i efteråret, 2007 bl.a. "That Kind of Man", og fik på den baggrund skrevet kontrakt med pladeselskabet Ninja Tune. The Heavy udsendte deres første album "Great Vengeance and Furious Fire" den 17. september, 2007 i England og 8. april, 2008 i USA.
Den 2. oktober, 2009 kom The Heavys andet album, "The House That Dirt Built", på gaden. Sangen "How You Like Me Now?" fra albummet blev brugt i en Kia Sorento tv-reklame, som blev sendt under 2010-udgaven af Super Bowl. Sangen blev også brugt i 2010 sportsdramaet The Fighter med Mark Wahlberg og Christian Bale.
Samme sang er blevet brugt i tv-afsnit af Entourage, Community, Rookie Blue, White Collar og Outlaw. Bandet spillede desuden sangen under deres første optræden i Late Show with David Letterman, hvor Letterman for første gang i sin karriere bad om et ekstranummer fra en musiker/eller band[kilde mangler].

## Diskografi

### Studie albums
| 2007                       | Great Vengeance and Furious Fire - Udgivet: September 17, 2007 (UK), April 8, 2008 (US) - Pladeselskab: Counter - Format: CD, LP, DD | —   | — |  |
| 2009                       | The House That Dirt Built - Udgivet: October 13, 2009 - Pladeselskab: Counter - Format: CD, LP, DD                                   | 192 | — |  |
| 2012                       | The Glorious Dead - Udgivet: August 20, 2012 - Pladeselskab: Counter - Format: CD, LP, DD                                            | 191 | — |  |
| "—" måede ikke hitlisterne | |     |   |  |

### Singler
- "That Kind of Man" (2007)
- "Set Me Free" (2008)
- "Oh No! Not You Again!" (2009)
- "Sixteen" (2009)
- "How You Like Me Now?" (2009)
- "No Time" (2009)
- "Short Change Hero" (2009)
- "What Makes a Good Man?" (2012)
- "Curse Me Good" (2012)
- "Can't Play Dead" (2012)

### Opsamlingsalbum
- Verve Remixed Christmas (2008)
- Johnny Cash Remixed (2009)
- Contraband - Original Motion Picture Soundtrack (2012)